# Symétrie miroir
En géométrie algébrique et en physique théorique, la symétrie miroir est une relation entre des objets géométriques appelés variétés de Calabi–Yau. Le terme fait référence à une situation où deux variétés de Calabi–Yau ont une apparence géométrique très différente mais sont néanmoins équivalentes lorsqu'elles sont utilisées comme dimensions supplémentaires de la théorie des cordes. 
La symétrie miroir a été découverte par des physiciens. Les mathématiciens se sont intéressés à cette relation vers 1990 lorsque Philip Candelas, Xenia de la Ossa, Paul Green et Linda Parkes ont montré qu'elle pouvait être utilisée comme un outil en géométrie énumérative, une branche des mathématiques chargée de compter le nombre de solutions aux questions géométriques. Candelas et ses collaborateurs ont montré que la symétrie miroir pouvait être utilisée pour compter les courbes rationnelles sur une variété de Calabi-Yau, résolvant ainsi un problème de longue date. Bien que l’approche originale de la symétrie miroir fût fondée sur des idées qui n’étaient pas comprises de manière mathématiquement précise, certaines de ses prédictions mathématiques ont depuis été prouvées de manière rigoureuse.
Aujourd'hui, la symétrie miroir est un sujet de recherche majeur en mathématiques pures et les mathématiciens s'emploient à développer une compréhension mathématique de la relation basée sur l'intuition des physiciens. La symétrie miroir est également un outil fondamental pour effectuer des calculs dans la théorie des cordes. Elle a été utilisée pour comprendre les aspects de la théorie quantique des champs, formalisme utilisé par les physiciens pour décrire les particules élémentaires. Les principales approches de la symétrie miroir incluent le programme de symétrie miroir homologique de Maxim Kontsevich et la conjecture SYZ d’Andrew Strominger, Shing-Tung Yau et Eric Zaslow.

## Définition succincte
Si deux espaces de Calabi-Yau différents, utilisés en tant que dimension enroulée, conduisent à la même physique, il y a symétrie miroir entre les deux, et sont par conséquent appelés paires miroir.
Un petit exemple :
Considérons deux espaces de Calabi-Yau parfaitement identiques, c1 et c2. En appliquant un orbifold sur c1, on obtient que c1 et c2 sont des paires miroirs.